# Jagdgesetz
Das Jagdgesetz beinhaltet die jeweiligen Regelungen des Jagdrechts einer Nation oder Region. Nationales Jagdrecht wird häufig von regionalen Jagdgesetzen und Verordnungen ergänzt. Der Vollzug der Jagdgesetze obliegt den Jagdbehörden.

## Jagdgesetze in Deutschland
In Deutschland ist der größte Teil des Jagdrechts im Bundesjagdgesetz und in den Jagdgesetzen der Länder (Landesjagdgesetze) geregelt.
Die Grundlage der einheitlichen jagdlichen Gesetzgebung in Deutschland wurde von Georg Mardersteig in der Weimarer Republik geschaffen. Über die weiteren Autoren besteht in der Forschung keine Klarheit. Dass Otto Braun Mitautor gewesen sein soll, wird mittlerweile bezweifelt. Vielmehr ist davon auszugehen, dass Ulrich Scherping, vor allem aber Reichsjägermeister Hermann Göring den Gesetzestext im Wesentlichen prägten. Am 4. Juli 1934 wurde das Reichsjagdgesetz im Rahmen der nazistischen Gleichschaltung von Reichsjägermeister Hermann Göring in Kraft gesetzt. Es stimmt in den wesentlichen jagdlichen Teilen mit dem Bundesjagdgesetz überein.

### Jagdgesetze der deutschen Bundesländer
In den Bundesländern gelten folgende Jagdgesetze:
- Baden-Württemberg: Jagd- und Wildtiermanagementgesetz BW (landesrecht-bw.de)
- Bayern: Bayerisches Jagdgesetz (BayJG) (gesetze-bayern.de)
- Berlin: Gesetz über den Schutz, die Hege und Jagd wildlebender Tiere im Land Berlin (Landesjagdgesetz Berlin; LJagdG Bln) umwelt-online.de[3]
- Brandenburg: Jagdgesetz für das Land Brandenburg (bravors.brandenburg.de)
- Bremen: Bremisches Landesjagdgesetz umweltdigital.de[4]
- Hamburg: Hamburgisches Jagdgesetz Hamburgisches Jagdgesetz vom 22. Mai 1978[5]
- Hessen: Hessisches Jagdgesetz (HJagdG)[6][7]
- Mecklenburg-Vorpommern: Jagdgesetz des Landes Mecklenburg-Vorpommern (LJagdG M-V) landesrecht-mv.de[8]
- Niedersachsen: Niedersächsisches Jagdgesetz (NJagdG) (voris.niedersachsen.de)
- Nordrhein-Westfalen:

- Landesjagdgesetz Nordrhein-Westfalen (LJG-NRW) recht.nrw.de (nach Inkrafttreten des Ökologischen Jagdgesetzes recht.nrw.de vom 12. Mai 2015)
- Verordnung zur Durchführung des Landesjagdgesetzes (DVO LJG-NRW) recht.nrw.de
- Verordnung über die Jagdzeiten (LJZeitVO-NRW) recht.nrw.de
- Verordnung über die Jagdabgabe (JAbgVO-NRW) recht.nrw.de

- Rheinland-Pfalz: Landesjagdgesetz (LJG) landesrecht.rlp.de[13]
- Saarland: Gesetz zur Erhaltung und jagdlichen Nutzung des Wildes – Saarländisches Jagdgesetz (SJG) umwelt-online.de[14]
- Sachsen: Sächsisches Landesjagdgesetz (SächsLJagdG) umwelt-online.de[15]
- Sachsen-Anhalt: Landesjagdgesetz für Sachsen-Anhalt Landesjagdgesetz für Sachsen-Anhalt (LJagdG) Vom 23. Juli 1991[16]
- Schleswig-Holstein: Jagdgesetz des Landes Schleswig-Holstein gesetze-rechtsprechung.sh.juris.de[17]
- Thüringen: Thüringer Jagdgesetz (ThJG) landesrecht.thueringen.de[18]

## Jagdgesetze in Österreich
In Österreich existiert kein Bundesjagdgesetz. Dort wird auf Grundlage des österreichischen Bundes-Verfassungsgesetzes (B-VG) das Jagdrecht durch die Landesjagdgesetze der Bundesländer und den entsprechenden Durchführungsverordnungen geregelt.
- Burgenland: Gesetz vom 9. März 2017 über die Regelung des Jagdwesens im Burgenland (Bgld. JagdG 2017)[20]
- Kärnten: Kärntner Jagdgesetz 2000 (K-JG)[21]
- Niederösterreich: NÖ Jagdgesetz 1974 (NÖ JG)[22]
- Oberösterreich: Gesetz vom 3. April 1964 über die Regelung des Jagdwesens (Oö. Jagdgesetz)[23]
- Salzburg: Gesetz über das Jagdwesen im Land Salzburg (JG)[24]
- Steiermark:  Steiermärkisches Jagdgesetz 1986[25]
- Tirol: Kundmachung der Landesregierung vom 15. Juni 2004 über die Wiederverlautbarung des Tiroler Jagdgesetzes 1983 (TJG 2004)[26]
- Vorarlberg: Gesetz über das Jagdwesen[27]
- Wien: Gesetz über die Regelung des Jagdwesens (Wiener Jagdgesetz)[28]

## Jagdgesetze in der Schweiz
In der Schweiz gelten einerseits das Bundesgesetz über die Jagd und den Schutz wildlebender Säugetiere und Vögel (Jagdgesetz, JSG) und anderseits die kantonalen Jagdgesetze.
Die Bundesgesetzgebung legt die jagdbaren Arten und die Schonzeiten fest und scheidet eidgenössische Jagdbanngebiete (Schutzzonen) aus. Das eidgenössische Jagdgesetz stellt Schutz vor Regulierung sowie jagdliche Nutzung und ist damit in erster Linie ein Artenschutzgesetz.
Der kantonalen Gesetzgebung unterliegen die Bestimmungen betreffend die Jagdberechtigung, das Jagdsystem (Revierjagd, Patentjagd, Verwaltungsjagd), die Jagdgebiete und die Jagdaufsicht. Die kantonalen Jagdgesetze haben damit die Regulierung und die Nutzung der Wildpopulationen zum Gegenstand.